# Treindienst Aantastende Onregelmatigheid
Een treindienst aantastende onregelmatigheid (TAO) is een onregelmatigheid of storing die leidt tot een verstoring van de geplande treinenloop van vervoerders. De term wordt gebruikt door de Nederlandse spoorwegbeheerder ProRail.